# Acalles croaticus
Acalles croaticus, privremeno prihvaćen naziv (H. Brisout, 1867 ) za jednu vrstu kukca iz porodice pipa Curculionidae, red Coleoptera (tvrdokrilaca).
Ovaj rod lociran je na području Hrvatske, Koruške i BiH-a. Frieser 1959. za njega koristi neprihvaćeni naziv Acalles stöckleini.